# José Bielicki
José Bielecki (Buenos Aires, 30 de diciembre de 1934-Mar del Plata, 11 de enero de 2022) fue un político argentino, perteneciente a la Unión Cívica Radical, que se desempeñó como diputado nacional representando a la provincia de Buenos Aires. Fue el autor del proyecto de ley de divorcio vincular en la Argentina, que hasta ese entonces se mantenía como uno de los pocos países sin legislación al respecto.

## Biografía
Si bien nació en la Ciudad de Buenos Aires, se crio en la localidad bonaerense de Morón. Estudió Abogacía en la Universidad de Buenos Aires, donde comenzó su militancia en la Unión Cívica Radical. En 1946 logró ser nombrado Secretario de Gobierno del partido de Morón, por parte del intendente Abel Costa, a la vez que se desempeñó como periodista y docente universitario. Fue el candidato radical a intendente del partido de Morón, con 26 años, en 1948, sin resultar electo.
En 1983, con el retorno de la democracia en el país, fue electo como diputado nacional representando a la provincia de Buenos Aires. Entre sus proyectos se destacó el proyecto de reforma del Código Civil de la República Argentina para introducir la figura del divorcio vincular en 1986, que hasta ese entonces no existía en el país y fue objeto de intenso debate por parte del congreso y de la sociedad argentina, lo que generó fuertes enfrentamientos del gobierno radical de Raúl Alfonsín y la Iglesia católica. El mismo Bielecki se encargó de explicar el proyecto a diversos representantes del catolicismo, entre ellos el monseñor Justo Oscar Laguna. El mismo se convirtió en ley bajo el número 23.515, «Ley de divorcio vincular», tras su aprobación y posterior promulgación el 12 de junio de 1987.
Tras el fin de su mandato, siguió militando en el radicalismo, fundando el think tank «Grupo Progreso», siendo asesor de Enrique Olivera y siendo presidente de la comisión de reforma de la carta orgánica radical en 1990. Falleció tras sufrir una caída mientras se encontraba de vacaciones en la ciudad balnearia de Mar del Plata.